# Mohave

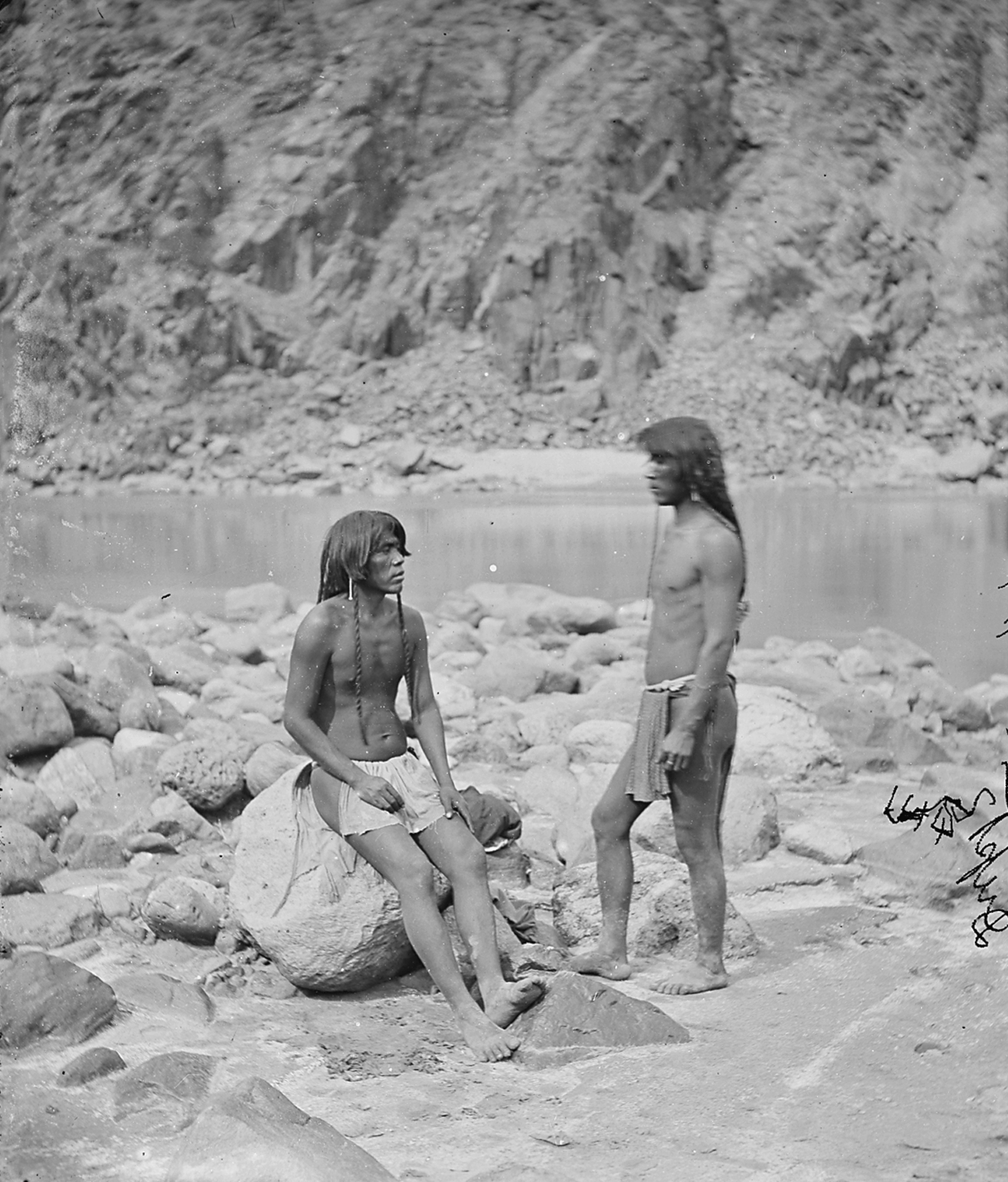
Dwóch Indian Mohave, zachodnia Arizona

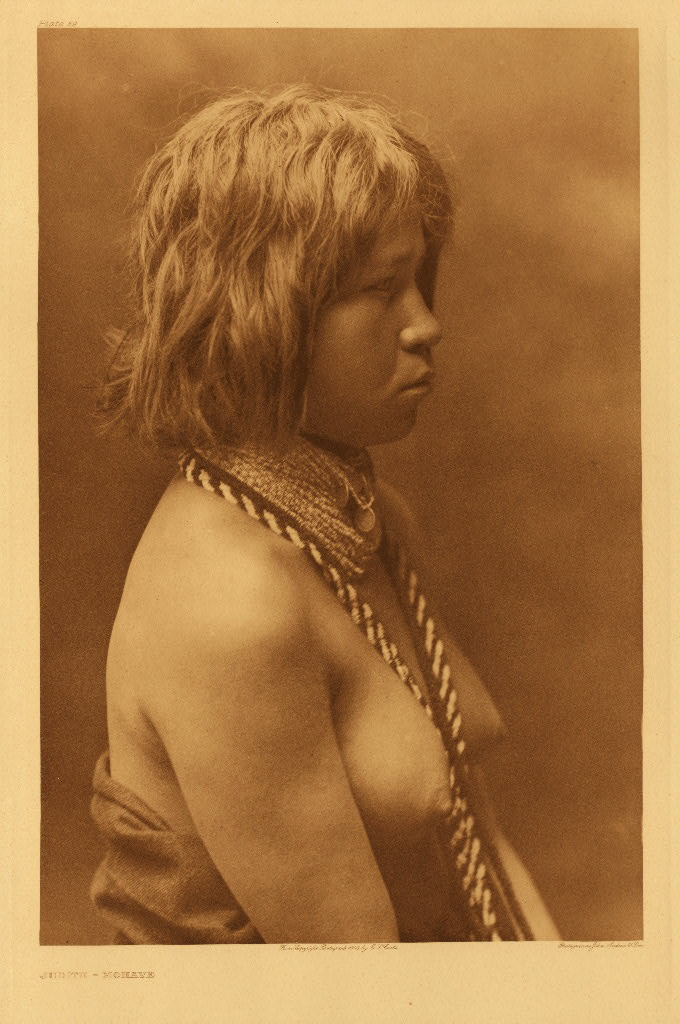
Młoda kobieta należąca do plemienia Mohave

Mohave (Mojave, Yuma, nazwa własna: Pipa Aha Macav – „ludzie znad rzeki/wody”) – plemię północnoamerykańskich Indian z południowego zachodu USA posługujące się językiem mohave z rodziny języków Yuma–Cochimí. Nie należy ich mylić z irokeskim plemieniem Mohawków

## Wierzenia
Tradycyjni Mohave utrzymują, że rzeka Kolorado, która biegnie po granicy Arizony, Kalifornii i Nevady, powstała kiedy Wielki Duch Matavilya został zabity przez swoją siostrę – Kobietę-żabę. Ich mały braciszek Mastamho doszedł do wniosku, że musi zaopiekować się ludźmi, których przed śmiercią stworzył jego starszy brat. Wbił w ziemię wierzbową witkę, spod której zaczęła wypływać woda; ta woda utworzyła rzekę Kolorado. Mastamho pokazał także ludziom jak rozpalać ogień, jak nazywać rzeczy, jak uprawiać rośliny, jak wyrabiać naczynia, pokazał im jak przetrwać.

## Kultura i obyczaje
Obrzędy, obejmujące pieśni, tańce i modlitwy, służyły m.in. sprowadzaniu życiodajnych deszczów. W przeciwieństwie do większości innych plemion Kalifornii nie budowali szałasów potu.
Tradycyjną ozdobą ich twarzy był charakterystyczny tatuaż, składający się z pionowych kresek na brodzie i kropek na policzkach.
Plemię obchodzi swoje święto w marcu jako Mohave Day.

## Historia
W przeszłości w suchym i gorącym klimacie Południowego Zachodu za domy wystarczały im zazwyczaj pozbawione ścian lekkie konstrukcje dachowe z trawy i trzciny, oparte na 4-6 palach i zwane ramada, zapewniające cień i wentylację. W porach chłodniejszych dobudowywali do nich czasem drewniane ściany, a dachy wzmacniali mułem i gliną.
Mohave od niepamiętnych czasów byli związani z ziemią wzdłuż rzeki Kolorado. Utrzymywali się z polowania i połowu ryb, uprawiali w dolinie rzeki rośliny bogate w olej, zbierali orzechy, dzikie owoce (w tym owoce kaktusa) i jagody. Handlowali też z sąsiednimi plemionami z wybrzeża Pacyfiku, kupując od nich m.in. drewniane naczynia, łyżki, rogi i muszle dentalium. Od czasu kontaktu z Europejczykami w XVI w. Mohave byli jednym z bardziej znanych plemion Południowego Zachodu USA. Ich opór przeciwko narastającej fali osadników spowodował wybudowanie w 1859 roku wojskowego Fortu Mojave na wschodnim brzegu Kolorado, mającego wymusić spokój na okolicznych terenach (obecnie w ruinie).
Wódz Iretaba (inaczej Yara Tav, zm. 1878), którego imię znaczy Piękny Ptak, był naczelnym wodzem Mohave w okresie największej ekspansji białych ludzi na terytorium Indian. Odwiedził m.in. Los Angeles, San Francisco, Nowy Jork, Filadelfię i Waszyngton. Był gościem prezydenta Abrahama Lincolna, który podarował mu srebrny puchar na znak przyjaźni między białymi a Mohave. Po tych wizytach wódz był zdruzgotany potęgą białych ludzi, którą zobaczył. Zmuszony przez władze do opuszczenia większości tradycyjnych ziem Mohave, osiadł wraz z plemieniem w rezerwacie w Parkey Valley.

## Współczesność
Obecnie większość Indian Mohave zamieszkuje trzy rezerwaty:
- Fort Mojave Indian Reservation (obejmuje 23 699 akrów w Arizonie i 5582 akrów Nevadzie i liczy ok. 1120 mieszkańców)
- Colorado Indian Reservation w Arizonie i Kalifornii (278 000 akrów, ok. 2400 mieszkańców z 4 plemion: Mohave, Chemihuevi, Hopi i Nawaho)
- Fort McDowell Mohave-Apache Reservation w Arizonie (24 680 akrów, ok. 100 mieszkańców)

Mieszkańcy obecnych rezerwatów utrzymują się głównie z rolnictwa, uprawiając m.in. bawełnę, alfalfa i pszenicę. Część utrzymuje się z usług turystycznych, w tym z otwartego w latach 90. plemiennego kasyna, hotelu i pola golfowego, inni pracują dorywczo w sąsiednich miastach i na farmach.

## Liczebność
Według danych U.S. Census Bureau, podczas spisu powszechnego w 2000 roku 1440 obywateli USA zadeklarowało, że pochodzi wyłącznie z plemienia Fort Mojave, a 1906 – wyłącznie lub między innymi z plemienia Fort Mojave. Ponadto 1719 obywateli zadeklarowało, że jest pochodzenia wyłącznie Colorado River Indian, a 1927 – wyłącznie lub między innymi Colorado River Indian. Dodatkowo 128 osób określiło się jako wyłącznie McDowell Mohave-Apache, zaś 154 – wyłącznie lub między innymi McDowell Mohave-Apache.

## Sławne postaci
- Iretaba (Yara Taw)